# 松本大学
松本大学（まつもとだいがく、英語: Matsumoto University）は、長野県松本市新村2095-1に本部を置く日本の私立大学。1898年創立、2002年大学設置。大学の略称は松本大が大学の正式なものである。大学スポーツなどでは松大（まつだい）という略称も使用しているが、愛媛県松山市に所在する松山大学など他にも略すと「松大」となる大学があるため、主に地元間での呼び名として定着している。

## 概観
松本の実業家・教育家であった木澤鶴人が明治31年（1898年）、松本に開設した私塾「私立戊戌学会」を前身とする学校法人松商学園が運営する大学である。
2002年に総合経営学部の単科大学として開設された。その後、寒冷地における高齢化とウィンタースポーツ振興という地域の課題に応えるため、2007年に人間健康学部を開設し、管理栄養士資格を取れる県内最初の大学にもなった。さらに、長野県内では信州大学以外に小学校教職課程がないことから2017年には教育学部を開設し、全ての学部・学科で確実に学生を確保。地方の小さな私立大学としては珍しく、定員割れすることがほとんどなく、黒字経営を続けてきた。
長野県では私立大学の公立大学化が相次いでいるが、前学長の住吉廣行は「少子化や助成金が減っていく中で、経営が苦しいのはどこの私大も同じ。その中で我々のように必死に経営努力をして、私学で踏んばっている大学がある一方で、努力をあきらめて公立化すれば、学生は集まり、交付金で経営は安泰というのでは、努力した者がバカを見ることにもなりかねません」と述べ、公立化に疑問を呈している。

### 建学の精神
松本大学の設立趣旨に「教育・研究を通じた地域社会への貢献を目標としている」とあり、「地域貢献」が基本理念とされる。また、使命・目的を、学則第2条で「本学は、教育基本法及び学校教育法の趣旨に則り、本学園創立の精神たる自主独立に基づく人間教育を行うことにより、地域社会の振興と地域文化の発展に資する人材を育成し、もって平和で豊かな社会の創造に貢献することを目的とする」と定めている。

## 沿革

### 年表
- 1953年 4月 - 松商学園短期大学（商業科）を開学。
- 1992年 4月 - 経営情報学科を増設。
- 2002年 4月 - 松本大学を開学（総合経営学部 総合経営学科 設置）、松商学園短期大学は松本大学松商短期大学部に改称。
- 2006年 4月 - 観光ホスピタリティ学科を増設。
- 2007年 4月 - 人間健康学部健康栄養学科とスポーツ健康学科を新設。
- 2011年 4月 - 大学院（健康科学研究科）を開設。
- 2017年 4月 - 教育学部学校教育学科を開設。
- 2019年 5月 - 長野県と防災や健康づくりで包括連携協定を締結[4]。
- 2021年 4月 - 大学院に健康科学研究科（博士課程）設置。

## 基礎データ

### 所在地・アクセス
- 松本大学キャンパス（長野県松本市新村2095-1）アルピコ交通（通称・松本電鉄）上高地線北新・松本大学前駅下車徒歩約1分。

### シンボルマーク
シンボルマークは、調和と親愛を意味する円の中に、松本大学の頭文字である「M」を配置したものである。「M」は2つのベクトルで構成されており、岳都・松本のアルプスを象徴すると共に、世界へ向かって飛躍する強固な意志と情熱を表す。そして、Mを挟んだ上部は、深い教養と豊かな感性を想起させる青空であり、下部は社会および地域貢献の理想を注ぐべき故郷の肥沃な大地を指す。基本的に、広報物やWEBサイト等のコミュニケーション媒体に使用される。

### 学章
学章は、ローマ神話に登場する学術や商業の神マーキュリーの杖を図案化したものである。頂には羽ばたく翼が付いた杖に、英知を表す二匹の蛇をからみ付いている。松本大学で学ぶ学生達が、様々な世界で活躍するため雄飛し、蛇のごとく、世の中の動きに敏感であれといった願いが込められている。

## 教育および研究

### 組織

#### 学部
- 総合経営学部
  - 総合経営学科
  - 観光ホスピタリティ学科
- 人間健康学部
  - 健康栄養学科
  - スポーツ健康学科
- 教育学部(2017年度新設)
  - 学校教育学科

#### 研究科
- 健康科学研究科（博士前期課程/博士後期課程）
  - 健康科学専攻

#### 短期大学部
- 松本大学松商短期大学部
  - 商学科
  - 経営情報学科

#### 学生数
収容定員約2100名に対して、毎年定員を100名近く上回る人数が在籍している。

#### 附属機関
- エクステンションセンター
- 国際交流センター
- 地域総合研究センター
- 基礎教育センター
- 教職センター
- 情報センター
- 地域づくり考房ゆめ
- 地域健康支援ステーション
- 図書館

### 教育
- 人間健康学部健康栄養学科は長野県内私立大学唯一の管理栄養士養成施設である。
- 2017年度に新設された教育学部は甲信越私立大学唯一の教員養成系学部で、小学校教諭一種／特別支援学校一種/中学校・高等学校英語一種免許状が取得できる。
- 文部科学省採択事業に複数の事業が採択されている。
  - 「地域社会の新たな地平を拓く牽引力、松本大学」（平成25年度 地(知)の拠点大学による地方創生推進事業(大学COC事業)）[7]
  - 「地域ニーズで就業力と地域定着志向と成長力を高めるキャリア教育」(「地（知）の拠点大学による地方創生推進事業（COC＋）)[8]
  - 「平成29年度 私立大学研究ブランディング事業 タイプA【社会展開型】」[9]

### 学園祭
学園祭は「梓乃森祭」と呼ばれている。

## 大学関係者と組織

### 大学関係者一覧
教職員
- 中野和朗（初代学長）
- 菴谷利夫（第2代学長）
- 住吉廣行（第3代学長）
- 菅谷昭　（第4代学長）

当初、第2代目学長には日本放送協会解説委員などを務め、退職後も経済評論家として活動していた水城武彦の就任が2008年4月1日付で予定されていたが、就任直前に悪性リンパ腫を患い、2008年3月6日に病没し、急遽学長代行として住吉がつなぎで就任したのち、菴谷が第2代目学長に就任した。

#### 主な出身者
- 藤澤亨明（元プロ野球選手）
- 山下峻（元プロ野球選手）
- 岩渕香里（日本の女子スキージャンプ選手、北野建設所属）
- 濱名真央（サッカー選手）

## 対外関係

### 他大学との協定
- 放送大学[13]

### 民間企業との協定
- 大塚製薬[14]

## 公式サイト
- 松本大学